# Santa Esmeralda
Santa Esmeralda — інтернаціональний диско-гурт.

## Історія
Утворений 1976 року в Парижі з ініціативи американського музиканта португальського походження Лероя Гомеза (Leroy Gomez; *23 серпня 1979, Кейп-Код, Массачусеттс, США). Також до першого складу групи входило танцювальне тріо: Неллі (Nelly), Енні (Anny) і Текіл (Tequile), а також різні студійні музиканти.
Вже у 12 років Гомез опанував саксофон, а двома роками пізніше гастролював з однією з аматорських груп. 1967 року він почав співпрацювати з бостонською формацією Tavares, з якою вирушив у турне Європою. Саме під час цього турне Лерою дуже припала до душі Франція і 1971 року він перебрався мешкати до Парижа. У Парижі Гомез швидко уклав угоду як сесійний музикант з багатьма фірмами і граючи на саксофоні взяв участь у запису платівок Жильбе ра Беко, Жульєн Клерка та Патріка Жуве. Також у цей період в студії музикант познайомився з Елтоном Джоном.
1975 року, вирішивши розпочати сольну кар'єру. Лерой Гомез дебютував синглом «Here We Go Around» який проте не здобув успіху. 1976 року він ангажував трьох танцюристок і взявши собі за назву Santa Esmeralda, вирушив у турне Францією.
Того ж року група запропонувала власну версію у стилі фламенко старого хіта групи Animals «Don't Let Me Be Misunderstood», яка ставши великим європейським хітом принесла Santa Esmeralda велику популярність. Також успіх мав й однойменний альбом.
Наступною вдалою пропозицією групи стала версія ще одного твору, популяризованого свого часу Animals — «The House Of The Rising Sun». Однак цього разу запис було здійснено з новим лідером, бо 1977 року місце Гомеза зайняв Джиммі Ґоуінґс (Jimmy Goings). Але стилістично звучання групи при цьому зовсім не змінилося.
1978 року Santa Esmeralda за участю Ґоуінґса підготувала альбом «Beauty», до якого знову ввійшла диско-обробка рок-класики — цього разу «Hey Joe» з репертуару Джимі Хендрікса. У подібному стилі з успіхом було витримано черговий альбом «Another Cha Cha», однак 1980 року Ґоуінґс залишив Santa Esmeralda, а подальші лонгплеї цієї групи-проекту втратили зацікавленість великої аудиторії.

## Дискографія
- 1977: Don't Let Me Be Misunderstood
- 1977: The House Of The Rising Sun
- 1978: Beauty
- 1979: Another Cha Cha
- 1980: C'est Magnifique!
- 1980: Don't Be Shy Tonight
- 1981: Hush
- 1987: Best Of Santa Esmeralda
- 1993: Greatest Hits